# Valdete Idrizi

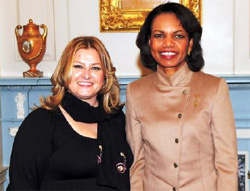
Valdete Idrizi mit Condoleezza Rice (2008)

Valdete Idrizi (geboren am 29. Oktober 1973 in Mitrovica, SFR Jugoslawien) ist eine kosovarische Friedens-Aktivistin und Politikerin (PDK). Für ihr Engagement für die Zivilgesellschaft erhielt sie viele Auszeichnungen und Preise, darunter 2008 den International Women of Courage Award des Außenministeriums der Vereinigten Staaten. Im Oktober 2019 wurde sie in das Parlament der Republik Kosovo gewählt.

## Leben
Valdete Idrizi ist eine albanische Binnenvertriebene (IDP), die 1999 ihr Zuhause im serbisch kontrollierten Nord-Mitrovica durch den Kosovokrieg verloren hat. Von 2011 bis 2017 war sie Exekutivdirektorin der Plattform CiviKos, die 2021 mehr als 200 Mitgliedsorganisationen hatte. Idrizi wurde am 6. Oktober 2019 für die Demokratische Partei des Kosovo (PDK) in das Parlament gewählt.

## Engagement
Kurze Zeit nach ihrer Vertreibung übernahm Idrizi die Leitung der Nichtregierungsorganisation (NRO/NGO) Community Building Mitrovica (CBM) in Mitrovica, die mehr als 200 multiethnische Projekte und Projekte auf Basisebene in der Region Mitrovica fördert. Es war von 2001 bis 2008 die einzige Organisation in Mitrovica, die sich über Jahre für die Versöhnung und den Wiederaufbau der Beziehungen zwischen ethnischen Albanern und Serben eingesetzt hat und die von allen Seiten respektiert wurde. Idrizi hat trotz Warnungen damals häufig die Grenze überquert, um Frauen- und Jugendprojekte im serbischen Norden durchzuführen. Sie beriet auch serbische Witwen und andere Binnenvertriebene. Weil sie mit Gewalt, Entführung und Tod bedroht wurde, musste sie mehrmals den Wohnort wechseln.

## Ehrungen
Im Jahr 2008 erhielt Valdete Idrizi als erste kosovarische Frau den „International Women of Courage Award“. Der Preis wurde am 10. März 2008 durch Condoleezza Rice verliehen. Botschaften und Auslandsvertretungen hatten 95 Frauen für die Auszeichnung nominiert. Unter den acht Ausgezeichneten des Jahres waren auch Frauen aus Afghanistan, Fidschi (Virisila Buadromo) und Nibal Thawabteh als bisher einzige palästinensische Frau (Stand: April 2021). Im folgenden Jahr wurde Idrizi mit dem Friedenspreis von Soroptimist International ausgezeichnet, 2016 mit dem Friedenspreis der WIFTS Foundation (Women in Film and Television Showcase).